# كتاب المائة عام القادمة: توقعات للقرن الحادي والعشرين
المائة عام القادمة (بالإنجليزية: The Next 100 Years)‏ هو كتاب صدر عام 2009 لجورج فريدمان. يحاول فريدمان في الكتاب التنبؤ بالأحداث والاتجاهات الجيوسياسية الرئيسية في القرن الحادي والعشرين. يتكهن فريدمان أيضًا في الكتاب حول التغييرات في التكنولوجيا والثقافة التي قد تحدث خلال هذه الفترة.

## ملخص
يتوقع فريدمان أن الولايات المتحدة ستظل القوة العظمى العالمية المهيمنة طوال القرن الحادي والعشرين، وأن تاريخ القرن الحادي والعشرين سيتألف بشكل أساسي من محاولات من قبل قوى عالمية أخرى لتحدي الهيمنة الأمريكية. على الرغم من أن الكتاب يتحدث بشكل أساسي عن الجغرافيا السياسية والحروب في القرن، إلا أنه يقدم أيضًا بعض التنبؤات الاقتصادية والاجتماعية والتكنولوجية للقرن الحادي والعشرين.

### الحرب الباردة الثانية
في عام 2010، سيخمد الصراع بين الولايات المتحدة والأصوليين الإسلاميين، وستندلع حرب باردة ثانية، أقل شمولاً وأقصر من الأولى، بين الولايات المتحدة وروسيا. وستتميز بالمحاولات الروسية لتوسيع مجال نفوذها في وسط وشرق أوروبا، إلى جانب محاولات لزيادة القدرات العسكرية الروسية. خلال هذه الفترة، سيشكل الجيش الروسي تحديًا إقليميًا للولايات المتحدة. ستصبح الولايات المتحدة حليفًا وثيقًا لبعض دول وسط وشرق أوروبا، وكلها ستكرس نفسها لمقاومة التهديدات الجيوسياسية الروسية خلال هذه الفترة. يخمن فريدمان في الكتاب أن الولايات المتحدة ستصبح على الأرجح حليفاً وثيقاً لبعض دول وسط وشرق أوروبا: بولندا وجمهورية التشيك وسلوفاكيا والمجر ورومانيا. في حوالي عام 2015، سيبدأ تشكيل تحالف عسكري بقيادة بولندا من دول وسط وشرق أوروبا، والذي يشار إليه في الكتاب باسم «الكتلة البولندية».

### الإنهيار الروسي والصيني
في أوائل عام 2020، ستنتهي الحرب الباردة الجديدة عندما تتسبب الضغوط الاقتصادية والضغط السياسي على روسيا، إلى جانب انخفاض عدد سكان روسيا وضعف البنية التحتية، في انهيار الحكومة الفيدرالية الروسية تمامًا، تمامًا مثل تفكك الاتحاد السوفيتي. كما ستتفتت دول الاتحاد السوفيتي السابق الأخرى.
في هذا الوقت تقريبًا، ستتفتت الصين سياسياً وثقافياً. يؤكد الكتاب أن التطور الاقتصادي السريع للصين منذ عام 1980 سيؤدي إلى ضغوط داخلية وعدم مساواة في المجتمع الصيني. سيزداد التوتر الإقليمي في البر الرئيسي للصين بين المناطق الساحلية المزدهرة والمناطق الداخلية الفقيرة. يقدم فريدمان سيناريوهين محتملين: أن تطرد الحكومة المركزية الصينية المصالح الخارجية وتحكم بقبضة من حديد للحفاظ على تماسك البلاد، أو أن الصين سوف تتفتت وتفقد الحكومة المركزية تدريجياً الكثير من قوتها الحقيقية وتصبح المقاطعات تتمتع بالاستقلال الذاتي بشكل متزايد. إنه يفترض أن التجزئة هو السيناريو الأكثر احتمالا.
في العشرينيات من القرن الحالي، سيؤدي انهيار الحكومة الروسية وانقسام البر الرئيسي للصين إلى ترك أوراسيا في حالة من الفوضى العامة. ستتحرك القوى الأخرى بعد ذلك لضم أو إنشاء مناطق نفوذ في المنطقة، وفي كثير من الحالات، سينفصل القادة الإقليميون. في روسيا وشمال القوقاز وغيرها من المناطق الإسلامية، وكذلك الشرق الأقصى ستصبح مستقلة، وفنلندا ستضم كاريليا، ورومانيا ستضم مولدوفا، وستحصل التبت على استقلالها بمساعدة الهند، وستمد تايوان نفوذها إلى الصين القارية، بينما ستعيد الولايات المتحدة والقوى الأوروبية واليابان إنشاء مناطق نفوذ إقليمية في الصين القارية.

### نشوء قوى جديدة
في عشرينيات وثلاثينيات القرن الحالي، ستظهر ثلاث قوى رئيسية في أوراسيا: تركيا وبولندا واليابان. ستوسع تركيا، التي كانت مدعومة في البداية من قبل الولايات المتحدة، مجال نفوذها وتصبح قوة إقليمية، كما كانت في عهد الإمبراطورية العثمانية. سوف يمتد مجال النفوذ التركي إلى العالم العربي، الذي سيكون مقسمًا بشكل متزايد بحلول ذلك الوقت، وشمالًا إلى روسيا ودول الاتحاد السوفيتي السابق الأخرى. ستستمر إسرائيل في كونها أمة قوية وستكون الدولة الوحيدة في المنطقة التي ستبقى خارج دائرة النفوذ التركي. ومع ذلك، ستضطر إسرائيل إلى التوصل إلى تسوية مع تركيا بسبب القوة العسكرية والسياسية لتركيا.
في غضون ذلك، ستوسع اليابان نفوذها الاقتصادي ليشمل مناطق ساحلية في الصين، والشرق الأقصى الروسي، والعديد من جزر المحيط الهادئ. يتوقع فريدمان أن تغير اليابان سياستها الخارجية خلال هذه الفترة الزمنية، لتصبح أكثر عدوانية من الناحية الجيوسياسية، لتبدأ في تعزيز عسكري كبير. يتوقع فريدمان أن اليابان ستبني قوة عسكرية قادرة على إبراز قوتها إقليمياً عبر شرق آسيا خلال هذا الوقت.
أخيرًا، ستواصل بولندا قيادة تحالفها العسكري (الكتلة البولندية). ستكون بولندا وحلفاؤها قوة عظمى، على غرار ما حدث في زمن الكومنولث البولندي الليتواني. الآن، بعد أن أصبحت تمتلك قوة عسكرية كبيرة، ستوسع بولندا نفوذها الاقتصادي إلى ما كان يعرف سابقًا باسم روسيا الأوروبية، وستبدأ في التنافس مع تركيا على النفوذ في المنطقة الاقتصادية المهمة في وادي نهر الفولغا. في هذا الوقت تقريبًا، ستبدأ برامج الفضاء للاستخدام العسكري في الظهور، وستبدأ اليابان وتركيا بشكل متزايد في تطوير القدرات العسكرية في الفضاء.

### تصاعد التوترات
في بداية هذه الفترة، ستكون الولايات المتحدة متحالفة مع القوى الثلاث. بحلول عام 2020، ستكون الولايات المتحدة متحالفة مع تركيا واليابان لأكثر من 75 عامًا. ومع ذلك، في السنوات التي أعقبت نهاية الحرب الباردة الثانية وانهيار روسيا، ستصبح علاقاتهما مع الولايات المتحدة متوترة تدريجياً نتيجة توسيع تركيا واليابان لقوتهما العسكرية ونفوذهما الاقتصادي. من خلال إنشاء مناطق نفوذ إقليمية، ستبدأ تركيا واليابان في تهديد المصالح الأمريكية. إن نمو القوة البحرية التركية واليابانية، وأنشطتهما العسكرية في الفضاء سيكون مزعجًا بشكل خاص للولايات المتحدة.
يؤكد الكتاب أن اليابان وتركيا، لديهما مصالح مماثلة، ومن المحتمل أن يشكلوا تحالفًا قرب نهاية هذه الفترة، في محاولة لمواجهة القوة العالمية الساحقة للولايات المتحدة. يتكهن الكتاب أيضًا بأن ألمانيا والمكسيك ربما تنضمان إلى هذا التحالف المناهض للولايات المتحدة، على الرغم من أنه غير المحتمل عمومًا. في هذه المواجهة القادمة، ستتحالف الولايات المتحدة مع «الكتلة البولندية»، وعلى الأرجح مع المملكة المتحدة والصين التي أعيد استقرارها والهند وكوريا الموحدة. بحلول الأربعينيات من القرن الحالي، سيكون هناك توتر ومنافسة عالمية بين هذين التحالفين.

### التغيير الديموغرافي
يتنبأ الكتاب أيضًا بأن عقودًا من معدلات المواليد المنخفضة في البلدان المتقدمة، خاصة في أوروبا، ستؤدي إلى تحولات ثقافية واجتماعية وسياسية دراماتيكية خلال النصف الأول من القرن الحادي والعشرين. ستواجه هذه البلدان ضغوطًا اقتصادية واجتماعية ناجمة عن تناقص ديموغرافي في سن العمل وسرعة شيخوخة السكان. نتيجة لذلك، في عشرينيات وثلاثينيات القرن الحالي، ستبدأ الدول الغربية في التنافس على المهاجرين. على وجه الخصوص، ستخفف الولايات المتحدة إلى حد كبير ضوابط الهجرة، وستبدأ في محاولة إغراء الأجانب - وخاصة المكسيكيين - للهجرة إلى الولايات المتحدة.
ومع ذلك، في وقت لاحق من هذا القرن، عندما تبدأ الروبوتات في جعل العمل البشري عتيقًا، ستنتج بطالة جماعية، وستتحرك الولايات المتحدة، التي تعاني من فائض في العمالة، للحد من الهجرة مرة أخرى.

### الحرب العالمية الثالثة
في منتصف القرن الحادي والعشرين، حوالي عام 2050، ستندلع حرب عالمية ثالثة، بين الولايات المتحدة، و «الكتلة البولندية»، والمملكة المتحدة، والهند، والصين (الحلفاء) من جانب، وتركيا واليابان (المحور الجديد) من جهة أخرى، حيث دخلت ألمانيا وفرنسا الحرب في مراحلها الأخيرة إلى جانب تركيا واليابان. وفقًا للكتاب، من المحتمل أن تبدأ الحرب بهجوم تسلل تركي ياباني منسق ضد الولايات المتحدة وحلفائها. في الكتاب، يتوقع فريدمان أن الهجوم سيحدث في وقت يكون الجنود في الولايات المتحدة في إجازة، ويفترض 5: 00 مساء يوم 24 نوفمبر 2050 (عيد الشكر) كوقت محتمل.
ستؤدي الضربة الأولى للتحالف التركي الياباني إلى شل القدرات العسكرية للولايات المتحدة وحلفائها. سيحاول التحالف التركي الياباني بعد ذلك الدخول في مفاوضات، ويطالب الولايات المتحدة بقبول وضع التحالف التركي الياباني كقوة عظمى زميلة. ومع ذلك، سترفض الولايات المتحدة الشروط وتذهب إلى الحرب، رافضة قبول الهيمنة التركية واليابانية على أوراسيا. سيحظى التحالف التركي الياباني في البداية بميزة عسكرية بعد شل الجيش الأمريكي خلال الضربة الأولى. ومع ذلك، مع تقدم الحرب، سيبدأ ميزان القوى في التحول مع إعادة بناء الولايات المتحدة وزيادة قدراتها العسكرية، وتصبح الرائدة في استخدام التقنيات العسكرية الجديدة. ستنتهي الحرب في النهاية بانتصار الولايات المتحدة وحلفائها.
ستكون الأسلحة الأساسية للحرب هي الطائرات بعيدة المدى التي تفوق سرعتها سرعة الصوت ورجال المشاة ذوي الدروع الواقية للبدن المتطورة للغاية. سيكون التحكم في الفضاء أمرًا حاسمًا على مدار الصراع، حيث تلعب أنظمة الأسلحة الفضائية والقواعد العسكرية على القمر دورًا مهمًا. ستستمر الحرب قرابة عامين أو ثلاثة أعوام. وفقًا لفريدمان، ستكون الحرب حربًا محدودة، وستعمل الذخائر الموجهة بدقة على تقليل الأضرار الجانبية. يقدر فريدمان أن الحرب ستكلف حوالي 50000 شخص.

### ما بعد الحرب
بعد الحرب، ستتمتع الولايات المتحدة بطفرة جديدة في فترة ما بعد الحرب (على غرار التوسع الاقتصادي بعد الحرب العالمية الثانية). ستبدأ هذه الطفرة في الخمسينيات من القرن الماضي بعد الحرب وستستمر طوال ستينيات القرن العشرين. سوف تأتي الطفرة الاقتصادية نتيجة لزيادة الإنفاق الدفاعي الذي يؤدي إلى تطوير تقنيات جديدة، والتي ستعزز النمو الاقتصادي الهائل وتزيد من نفوذ الولايات المتحدة في جميع أنحاء العالم. بالإضافة إلى ذلك، فإن المشاكل الاقتصادية التي يفرضها التقاعد الجماعي للمواليد الجدد سوف تتلاشى مع موت آخر من جيل الطفرة السكانية.
في غضون ذلك، ستنمو قوة بولندا بسبب اتساع حجم الكتلة البولندية نتيجة للحرب. على الرغم من أن بنيتها التحتية واقتصادها قد تحطم، وعلى الرغم من تعرضها لخسائر فادحة، ستستغل بولندا مجال نفوذ الكتلة البولندية المتزايد لإعادة بناء اقتصادها. ستبدأ الولايات المتحدة في النظر إلى القوة المتنامية للكتلة البولندية كتهديد محتمل في المستقبل. لمنع الهيمنة البولندية في أوروبا، ستتحالف الولايات المتحدة مع أعدائها السابقين اليابان وتركيا، وكذلك المملكة المتحدة، لمنع بولندا من السيطرة على أوراسيا، وستمنع بولندا من استخدام الفضاء لأغراض عسكرية.

### الصراع الأمريكي المكسيكي
وفقًا للكتاب، ستبقى أمريكا الشمالية مركز الثقل للنظام الاقتصادي والسياسي العالمي لبضعة قرون أخرى على الأقل بعد القرن الحادي والعشرين. ومع ذلك، فإن هذا لا يضمن أن الولايات المتحدة سوف تهيمن دائمًا على أمريكا الشمالية. في العقود التي أعقبت الحرب، التي بدأت في السبعينيات من القرن الحالي، ستزداد التوترات بين المكسيك والولايات المتحدة. بحلول هذا الوقت، بعد عقود من الهجرة الجماعية، ستصبح أجزاء كبيرة من الولايات المتحدة، وخاصة الجنوب الغربي، مكسيكية في الغالب عرقيًا وثقافيًا واجتماعيًا.
خلال هذه الفترة، سيتجنب العديد من المكسيكيين الذين يعيشون في جنوب غرب الولايات المتحدة الاندماج بشكل متزايد في الثقافة الأمريكية، نظرًا لحقيقة أنهم سيعيشون في منطقة يغلب عليها الطابع المكسيكي، فضلاً عن قربهم من المكسيك. ستكون هذه التغييرات الديموغرافية لا رجوع فيها. سيعرف معظم المكسيكيين في جنوب غرب الولايات المتحدة على أنهم مكسيكيون وليسوا أمريكيين، وسيكون ولائهم القومي للمكسيك وليس للولايات المتحدة. خلال هذه الفترة، ستشهد المكسيك نموًا اقتصاديًا وسكانيًا كبيرًا. بحلول نهاية القرن الحادي والعشرين، ستكون القوة العسكرية والاقتصادية للمكسيك قد نمت بشكل هائل، وستكون في وضع يمكنها من تحدي الولايات المتحدة للهيمنة على أمريكا الشمالية. بالإضافة إلى تمرد الانفصاليين المكسيكيين، سوف تتصاعد التوترات السياسية والثقافية والعسكرية بين الولايات المتحدة والمكسيك، وتتحول إلى مواجهة كاملة.
ستنشأ أزمة ممتدة بين الولايات المتحدة والمكسيك، أزمة لن تتمكن الولايات المتحدة من حلها من خلال استخدام القوة العسكرية. معظم دول العالم التي تعارض الهيمنة الأمريكية، ستأمل سرًا في انتصار المكسيك، خاصة بولندا والبرازيل، لكن لن تتدخل أي دولة أخرى بشكل مباشر. توقع فريدمان أن الصراع سيستمر حتى القرن الثاني والعشرين.

### التنبؤات التكنولوجية
من بين التوقعات التكنولوجية الواردة في الكتاب هو تطوير الطائرات والصواريخ التي تفوق سرعتها سرعة الصوت، والتكنولوجيا الفضائية الجديدة التي ستعزز تطوير القواعد العسكرية على القمر والمنصات العسكرية المدارية المأهولة (المشار إليها في الكتاب باسم "Battle Stars" أي نجوم المعركة)، وبدلات قتال آلية. بالإضافة إلى ذلك، سيتم تزويد الأرض بالطاقة الشمسية التي يتم جمعها من الأقمار الصناعية التي ترسل الطاقة للأرض على شكل إشعاع إلى محطات الاستقبال على الأرض، الأمر الذي سينهي الاعتماد على الهيدروكربونات، وستؤدي التطورات الهائلة في الروبوتات والعلوم الوراثية إلى زيادة كبيرة في إنتاجية العمل، وزيادة كبيرة في طول عمر الإنسان. كما يلمح إلى انتشار نووي أكثر انتشارًا، مدعيًا أن اليابان وتركيا وبولندا ستمتلك أسلحة نووية بحلول منتصف القرن، حيث سيكون عمر التكنولوجيا قرنًا من الزمان بحلول ذلك الوقت، و «لن يكون هناك أي غموض حول كيفية بناءها وتسليمها».